# Rebeca Guber
Rebeca Cherep de Guber (Avellaneda, 2 de julio de 1926-Buenos Aires, 25 de agosto de 2020) fue una doctora en matemáticas, docente universitaria y una de las pioneras en el desarrollo de la informática en Argentina.

## Biografía
Rebeca Cherep de Guber nació en la ciudad de Avellaneda, Buenos Aires. Realizó sus estudios de grado en la Universidad Nacional de La Plata, se recibió de doctora en matemáticas en 1949, con la tesis “el estudio con los invariantes afines asociados de las curvas del espacio y de ciertos elementos geométricos ligados con las mismas de manera afín" y ejerció la docencia universitaria en las facultades de Ciencias Exactas y Naturales e Ingeniería de la Universidad Nacional de Buenos Aires.
En 1960 formó parte del grupo de científicos y profesores que crearon la Sociedad Argentina de Cálculo, bajo la dirección de Manuel Sadosky, con quien años antes había escrito «Elementos de Cálculo Diferencial e Integral», texto de amplia difusión entre los estudiantes avanzados de ciencias e ingeniería, ampliamente reeditado a lo largo de los años.
El Instituto de Cálculo (IC) de la Facultad de Ciencias Exactas y Naturales fue creado hacia 1959. Rebeca Guber asumió como Secretaria Técnica el 6 de junio de 1960. Pocos meses después, Clementina, la primera computadora destinada a investigación científica de Argentina comenzaba sus operaciones en el IC. Sobre el trabajo en el Instituto de Cálculo, Guber recuerda:

Después de 1955, Manuel pasó a ser profesor del curso de Análisis I y yo fui su jefa de trabajos prácticos. Cuando se creó el Instituto de Cálculo, Manuel me convocó para que fuera su jefa de operaciones. Fue una época de mucho trabajo y muy gratificante. Manuel trazaba las políticas y yo me ocupaba de que todo saliera como correspondía. Tenía que manejar un grupo de setenta personas.

En 1966, en el marco de las acciones represivas que tuvieron su punto culminante en la Noche de los Bastones Largos, científicos e investigadores se desvincularon masivamente de los institutos y universidades. El Instituto de Cálculo de la Facultad de Ciencias Exactas y Naturales quedó prácticamente desmantelado. Rebeca Guber, Juan Ángel Chamero y David Jacovkis renunciaron a sus cargos, y bajo la conducción de Manuel Sadosky fundaron la consultora Asesores Científico Técnicos, en parte para evitar que se discontinuaran totalmente las líneas de investigación y trabajo del Instituto. Esta consultora fue la primera empresa argentina orientada al desarrollo de software.
Luego de la recuperación democrática, a fines de 1983, se desempeñó como Subsecretaria de Gestión Operativa durante la gestión de Manuel Sadosky en la Secretaría de Ciencia y Tecnología de la Nación, teniendo un rol muy destacado en esta nueva etapa de la ciencia argentina. En el año 2002 fue socia fundadora del Centro REDES, Unidad Asociada al CONICET, en el marco institucional de la Asociación Civil Grupo REDES, fundada en 1996 por Mario Albornoz.
Rebeca Guber y su colega y amiga Cecilia Berdichevski son algunas de las mujeres que más tempranamente se dedicaron al desarrollo de las ciencias de la información en Argentina. En su homenaje, un aula del Instituto de Cálculo lleva su nombre.